# Bříza žlutá
Bříza žlutá (Betula alleghaniensis) je dřevina z čeledi břízovité (Betulaceae).

## Popis
Bříza žlutá roste na východě Spojených států a v Kanadě. Dorůstá výšky až 30 metrů. Průměr kmene dosahuje až 60 cm. Dožívá se až 150 let. Kmen je rovný, kůra je smetanově až bronzově zbarvená. Listy jsou 6 cm dlouhé. Mladé listy a výhony mají chlupatý povrch. Kvete na jaře. Nemá velké nároky na vlhkost a úrodnost půdy.

## Použití
Z kůry mladých větviček se získává vonná silice. Strom se těží pro kvalitní a ohebné dřevo, ale vysazuje se i pro okrasu.
Od roku 1993 je tento strom symbolem kanadské provincie Québec.